# Pușkino
Pushkino (ru. Пушкино) este un oraș din regiunea Moscova, Federația Rusă, cu o populație de 72.425 locuitori.

## Personalități născute aici
- Natascha Liebknecht⁠(d) (n. 1941), sportivă la patinaj viteză;
- Oleg Smirnov⁠(d) (n. 1964), fotbalist;
- Vladimir Isakov (n. 1970), sportiv olimpic la tir;
- Aleksei Kosolapov⁠(d) (n. 1971), fotbalist, antrenor;
- Dmitri Markov (1982 - 2024), jurnalist, fotograf;
- Erving Botaka⁠(d) (n. 1998), fotbalist.

1. ↑  OKTMO. 179/2016., accesat în 21 octombrie 2016
2. ↑   http://mosobl.elcode.ru/page.aspx?94830 Lipsește sau este vid: |title= (ajutor)